# ウズベク・ハン
ウズベク・ハン（Özbek Khan, タタール語: غياث الدين محمد اوزبك Ghiyāth al-Dīn Muḥammad Ūzbak、1282年 - 1342年）は、ジョチ・ウルスの第10代ハン（在位：1313年 - 1342年）。
ウズ・ベクとも書かれる『集史』によるとモンケ・テムル・ハンの十男で末子であったと思われるトグリルチャが父である。ジョチ家の王族としてはベルケ以来最もイスラームに帰依したことで知られている人物で、同時代のアラビア語資料などではスルターン・ムハンマド・ウーズベク・ハーンなどと称されている。

## 出自
バトゥの次子トクカンを曾祖父、第6代ハンのモンケ・テムルを祖父に持つ。
父トグリルチャ（? - 1300年?）は長兄であるアルグイとともにトレ・ブカ、ゴンチェク兄弟によるクーデター事件に加担してトデ・モンケ・ハンを廃位させた中心人物である。ジョチ・ウルスは一時期トレ・ブカ、トグリルチャ、アルグイ、ゴンチェクの4者による共同統治が行われた。
『集史』「ジョチ・ハン紀」には、ハンに即位したトレ・ブカはノガイの計略によってトクタに殺害されたことが記録されており、この時トレ・ブカは生母の助言に従って弟のゴンチェクとノガイの幕営へ訪れていた。マムルーク朝の歴史家ヌワイリーによれば、この時にトグリルチャもトレ・ブカに同行しており、ノガイの命によりトレ・ブカや他の兄弟たちとともに逮捕された。ヌワイリーの情報によればノガイの命によりトレ・ブカや他の兄弟たちとともに捕縛されていたようだが、その後の消息が掴めないのでトレ・ブカとアルグイら他の兄弟たちとともに処刑されたと思われる。しかしながら、ティムール朝の歴史家ナタンズィーは彼を右翼・青帳（キョク・オルダ）の初代当主であるとしているため、あるいは助命されたのかも知れないが詳細は不明である。

## 生涯

### 即位まで
先代のハンで叔父に当たるトクタが存命中は、ジョチ・ウルスの軍を任されていた。1312年にウズベクの叔父トクタが没した時、トクタの2人の息子は父に追放されていた。ウズベクはこの機会を捉えて、トクタの息子たちに対する影響力を確立しようとした。首都サライを預かる将軍クトゥルグ・ティムールはクリルタイを開催し、トクタの息子がハンに即位するべきだと主張し、イスラム教の信仰を否定する者を殺害するウズベクの排除を主張した。
ウズベクはハンの地位を要求するためにクリルタイに出席するが、酒宴ではウズベクの暗殺が計画されていた。宴席に参加していたウズベクの従兄弟クトゥルグ・ティムールが危険を知らせ、合図を受け取ったウズベクはただちに宴席から脱した。ウズベクは軍勢を集めて敵対する将軍、仏教徒、シャーマン、100名以上の王族を殺害し、この中にはトクタの2人の王子も含まれていた。ホラズムを統治する従兄弟クトゥルグ・ティムールとトグリルチャの正室バヤルンの支持により反対派を打倒したウズベクは、翌1313年にハンに即位した。
即位後、ウズベクは即位に功績があったクトゥルグ・ティムールを軍の最高司令官に昇進させた。また、バトゥとオルダ以外のジョチの息子たちの子孫を呼び、彼らのうちシバンの子孫を除いた者たちをキヤト族のイサタイに与えた。
1314年、エジプトのマムルーク朝に書簡と贈物を携えた使節を派遣した。

### 即位後

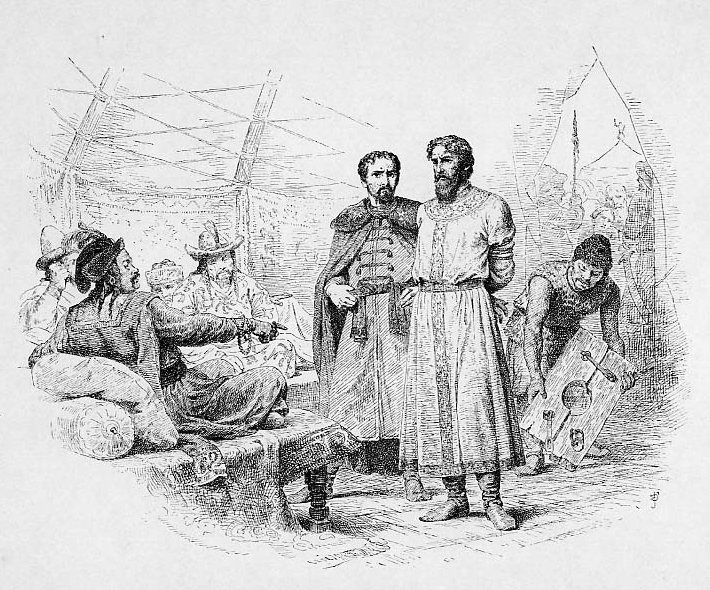
ウズベク・ハンの裁きを受けるトヴェリのミハイル （ヴァシーリー・ヴェレシチャーギン画）

1315年、かつてイルハン朝に降伏したジョチ家の王族バーバがホラズムに侵入する事件が起きる。迎撃に出たクトゥルグ・ティムールは敗れ、ホラズムは略奪と破壊に晒された。バーバの侵入に激怒したウズベクはイルハン朝の宮廷に入寇を糾弾する使節を派遣し、イルハン朝のハン・オルジェイトゥがバーバとその息子を処刑したことで問題は決着した。
1318年にカフカースのデルベントを越えてイルハン朝に侵入、若年のアブー・サイード・ハンと対陣するが、将軍チョバンが20,000の軍を率いて進軍している報告を受けると撤退した。
1314年以降マムルーク朝との使節の交換は続けられ、1316年にマムルーク朝のスルターン・ナースィル・ムハンマドからチンギス・カンの一族の王女を妃に貰い受けたいという提案が出される。結婚の条件を巡って両国は紛糾し、一度は縁談が立ち消えになるが、ウズベクの申し出により、ベルケ・ハンの娘とナースィル・ムハンマドの縁談が成立した。1320年4月にベルケの娘はアレクサンドリアに到着、マムルーク朝側は豪華な離宮を建てて彼女を歓待した。
1334年8月に再びイルハン朝に親征するが、翌1335年に新たにイルハン朝のハンに推戴されたアルパ・ケウンに攻撃を阻まれて撤退した。
ヒジュラ暦742年（1341年/42年）に長子のティーニー・ベクをチャガタイ・ハン国に派兵するが、同年のシャウワール月（1342年3月/4月）にサライで没した。
内政面においては積極的にジェノヴァ共和国やヴェネツィア共和国からの隊商が来訪してくることを奨励し、彼らと通商関係を結ぶことで財政を大いに潤わせた。また、首都のサライに壮大なヨーロッパ式の建築物・イスラムの宗教施設を多く創建した。国民に対してもイスラム教をはじめとする宗教の保護を認め、ジョチ・ウルスの全盛期を築き上げた。

## ジョチ・ウルスとルーシ諸侯の関係
ウズベクの即位後、全ルーシの諸侯と主教は彼の元に赴いて書状を受け取り、支配の再確認を受けた。トクタ・ハンの時代から起きていたモスクワ大公国とトヴェリ大公国の抗争では、ウズベクは義兄弟のユーリー3世が統治するモスクワを支持した。
1315年にトヴェリの支配に反発したノヴゴロドが反乱を起こすとウズベクはトヴェリ公ミハイル・ヤロスラヴィチに軍勢を貸し与えて鎮圧を命じ、翌1316年にミハイルがモンゴルの力を借りずに再発したノヴゴロドの反乱を鎮圧しようとする、トヴェリをより危険視するようになる。政略の一環としてユーリーのもとにウズベクの妹クンチェクが嫁ぎ、ユーリーはモンゴル軍を伴ってトヴェリを攻撃するが、1317年12月22日のボルテネヴォの戦いでモスクワ軍はトヴェリ軍に敗北する。この戦いでクンチェクはトヴェリに捕らえられるが、戦後すぐにクンチェクはトヴェリで病死し、彼女はミハイルに毒殺されたという噂が流れた。サライに召喚されたミハイルは裁判にかけられて1318年11月22日に暗殺され、ミハイルの死は多くのルーシの人間に悼まれた。
1324年にミハイルの遺児ドミトリーが独断でユーリーを暗殺し、翌1325年にウズベクはドミトリーの行為に対して死罪の判決を下した。2人の死後、ユーリーの弟イヴァン1世がモスクワ大公位を、ドミトリーの弟アレクサンドルがトヴェリ大公位を継いだ。
1327年、トヴェリで民衆の反乱が発生し、同地に派遣されていたバスカクのチョル・ハーンとモンゴル兵が殺害される。トヴェリと周辺の地域は50,000超のモンゴル兵の攻撃によって壊滅し、アレクサンドルはプスコフへと逃亡した。1328年にウズベクはイヴァンをウラジーミル大公位に就け、帰国したアレクサンドルを一度は許すが、1339年にアレクサンドルと彼の子のヒョードルを処刑する。
また、ウズベクは拡張しつつあるリトアニア大公国に対しても、ロシアと同様に武力による圧力をかけた。1340年にイヴァンの跡を継いでモスクワ大公となったセミョーンにウズベクは好意を示し、リトアニアに対抗する兵力を供給した。

## 遊牧民の改宗
ジョチ・ウルス内のムスリムの数は少なく、ウズベクは領内の非ムスリムに武力による改宗と服従を迫った。1314年にマムルーク朝のもとに派遣された使節は、ウズベクがイスラームへの改宗のために戦い、反抗するものに弾圧を加えたと述べた。しかし、一方ではキリスト教徒に対して寛大な態度を示し、教皇ヨハネス22世から感謝状が贈られた。
彼の治世から王族や諸侯はじめジョチ・ウルス領内全域でも遊牧諸勢力のムスリム化が顕著になる。ウズベク以降のジョチ・ウルスの君主は、皆イスラム教を信仰していた。ティムール朝やムガル朝などのペルシア語、アラビア語資料において、シャイバーニー朝の君主はじめジョチ・ウルス系の諸勢力は「ウズベキヤーン（ウズベクの者たち）」という名で呼ばれている。これは、14-15世紀にかけてムスリム化が促進したジョチ・ウルス内部の諸勢力が、自らのアイデンティティをジョチ家の系統かつムスリムであることを標榜し、その権威をムスリムであるジョチ・ウルスの宗主ウズベク・ハンに因んで呼んだ、他称ないし自称であろうと現在の研究では有力視されている。

## イブン・バットゥータの来訪
1334年5月に旅行家イブン・バットゥータがウズベク・ハンのオルドを訪れており、彼の宮廷内部やアミールたちの動向について詳細な報告を旅行記に残している。ジャーニー・ベクの元に滞在したバットゥータは、旅行記の中でウズベクの王子と妃の様子を述べ、翌6月にウズベクの第三妃バヤルンのコンスタンティノープルへの帰郷に随行した。

## 家族

### 父母
- 父　トグリルチャ

### 兄弟
- 妹　クンチェク

### 后妃
- タイトゥグリー・ハトゥン

### 子息
- ティーニー・ベク（ティニベク・ハン）
- ジャーニー・ベク（ジャニベク・ハン）
- ヒドル・ベク